# 24-Stunden-Rennen von Le Mans 1988

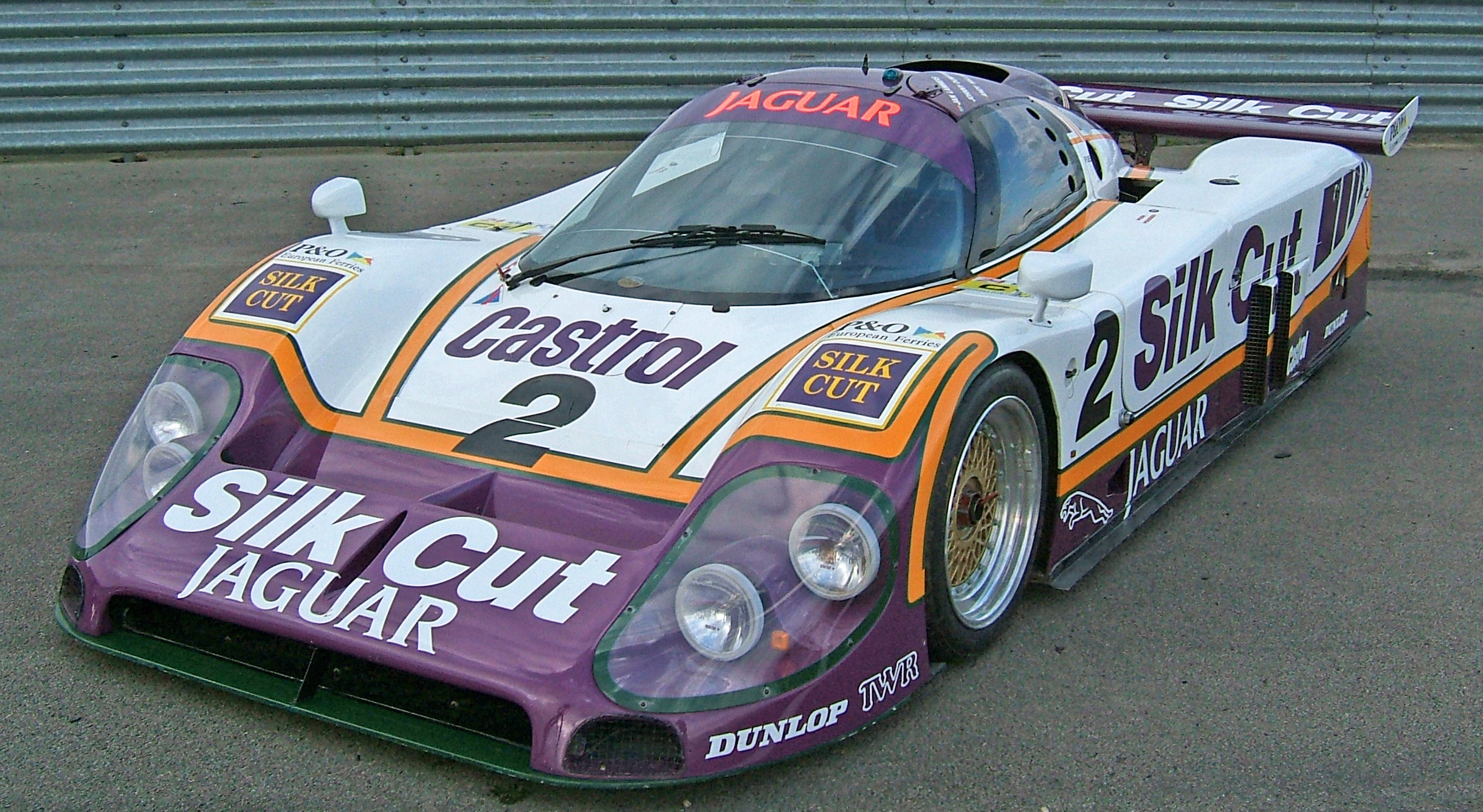
Der siegreiche Jaguar XJR9-LM mit der Startnummer 2, gefahren von Jan Lammers, Johnny Dumfries und Andy Wallace

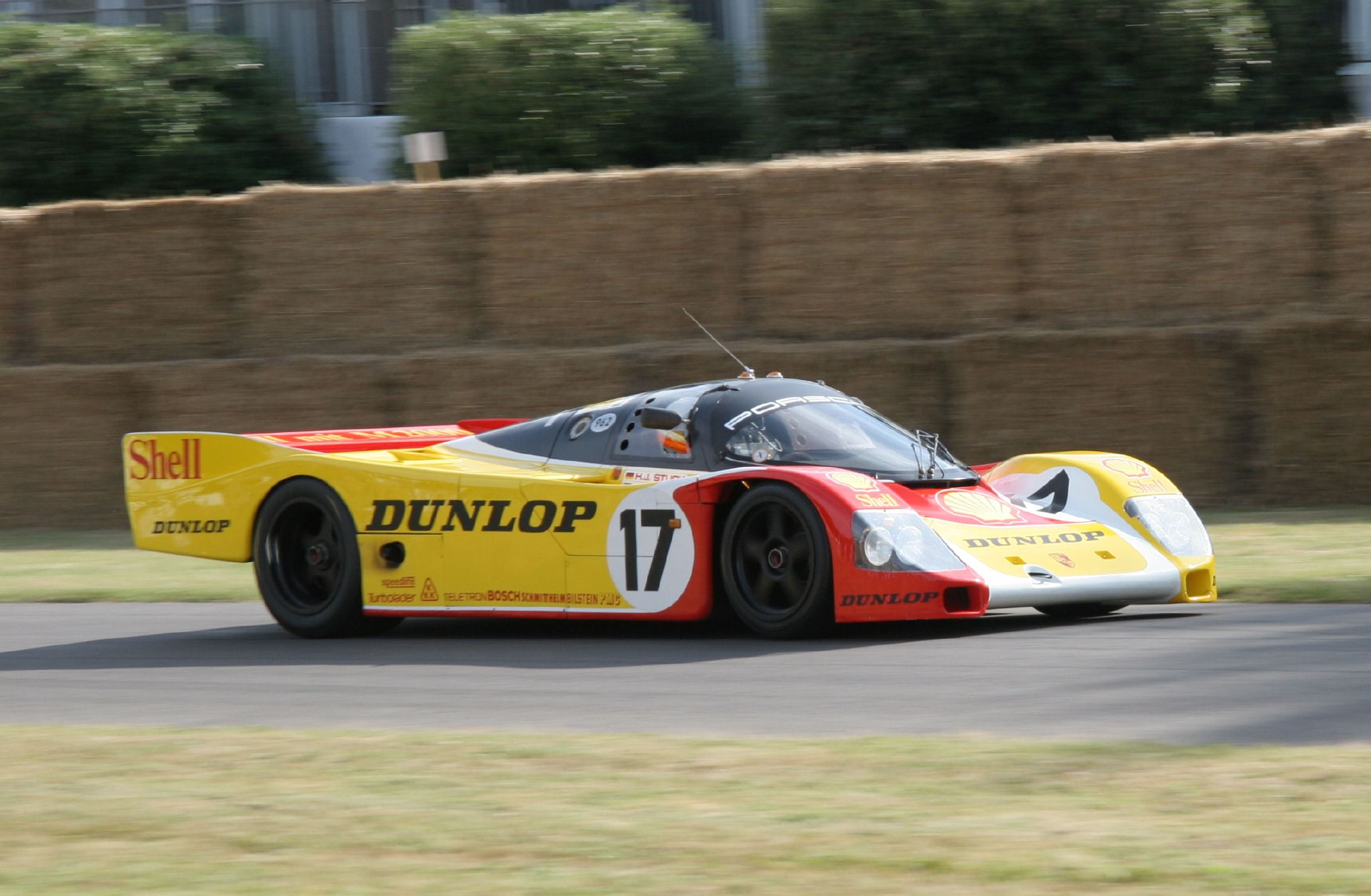
Der zweitplatzierte Werks-Porsche 962 von Hans-Joachim Stuck, Derek Bell und Klaus Ludwig mit der Startnummer 17. Im Training fuhr Stuck mit dem Wagen eine Durchschnittsgeschwindigkeit von 250,164 km/h

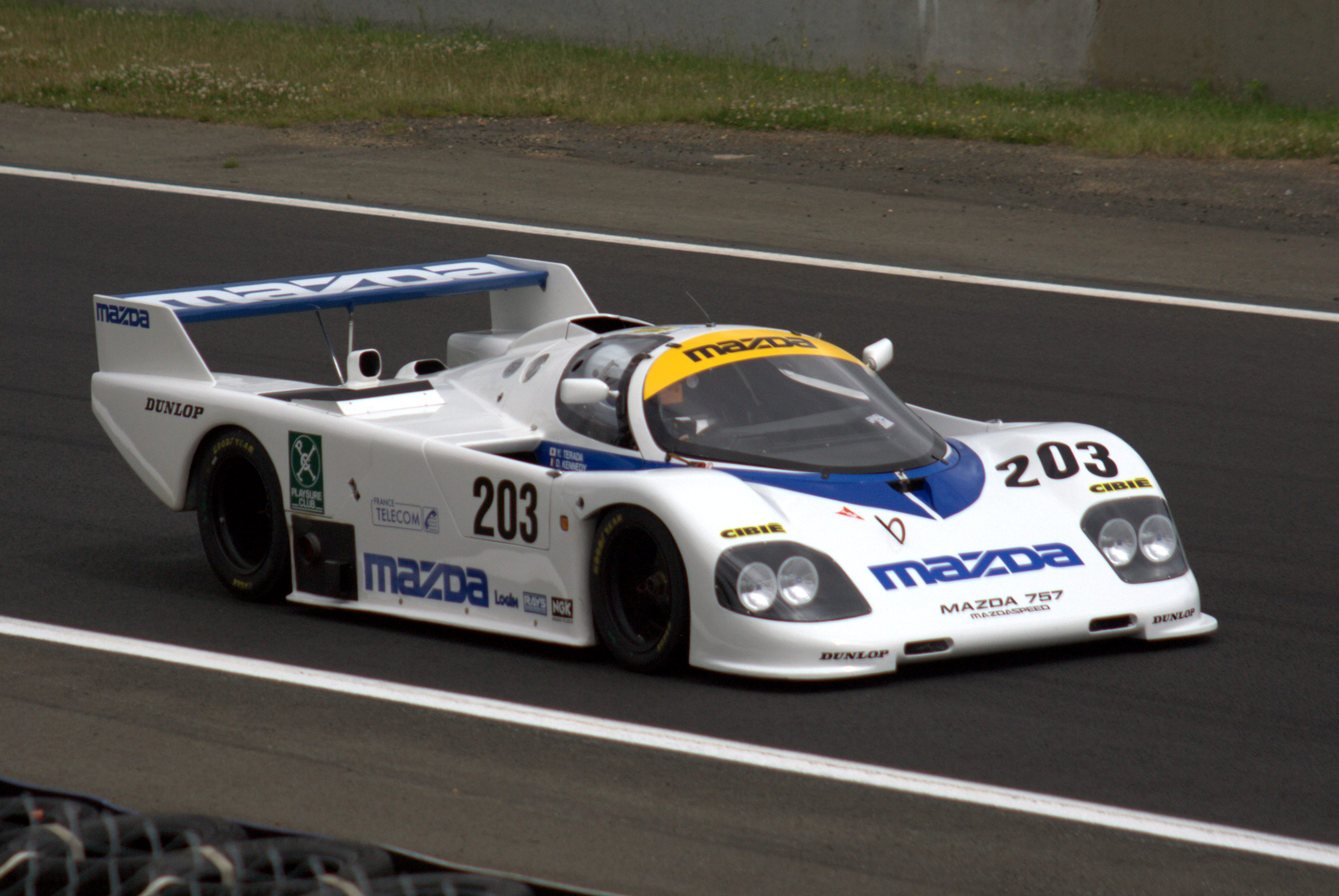
Der Mazda 757 mit der Startnummer 203 und 2-Liter-Wankelmotor. Yōjirō Terada, Dave Kennedy und Pierre Dieudonné fuhren den Wagen an die 15. Stelle im Gesamtklassement und zum Sieg in der IMSA-GTP-Klasse

Das 56. 24-Stunden-Rennen von Le Mans, der 56e Grand Prix d’Endurance les 24 Heures du Mans, auch 24 Heures du Mans, Circuit de la Sarthe, Le Mans, fand vom 11. bis 12. Juni 1988 auf dem Circuit des 24 Heures statt.

## Das Rennen der Rekorde
Als am Sonntag um 15 Uhr der siegreiche Jaguar XJR9-LM, mit Jan Lammers am Steuer, die Ziellinie überfuhr, ging eines der schnellsten 24-Stunden-Rennen von Le Mans zu Ende. Mit 5332,970 gefahrenen Kilometern fehlten Lammers und seinen Teamkollegen Johnny Dumfries und Andy Wallace nur knapp zwei Kilometer auf den Rekord von 5335,313 km, aufgestellt beim 24-Stunden-Rennen von Le Mans 1971 von Helmut Marko und Gijs van Lennep im Porsche 917.
Im Training fiel die 400-km/h-Höchstgeschwindigkeits-Barriere. Roger Dorchy wurde im Welter-Racing-P88 am Ende der Les Hunaudières-Geraden mit 405 km/h gemessen. Welter hatte es darauf angelegt, den Rekord zu erzielen. Als „Projekt 400“ definiert, hatte der Wagen kaum Abtrieb in den Kurven. Der französische Reifenhersteller Michelin lieferte Reifen mit einer speziellen Mischung und garantierte deren Haltbarkeit für Geschwindigkeiten bis 410 km/h.
Der deutsche Porsche-Pilot Hans-Joachim Stuck durchbrach im Training die 250-km/h-Schallmauer für die Durchschnittsgeschwindigkeit auf einer Runde. Mit 250,164 km/h wurden die 250 km/h erst zum dritten Mal übertroffen.

## Rennverlauf
Mehr als 200.000 Zuschauer strömten nach Le Mans, um den Dreikampf zwischen den fünf Werks-Jaguar, den drei Werks-Porsche und den beiden Sauber-Mercedes mit verfolgen zu können. Vor dem Rennen zog jedoch Peter Sauber die zwei C9 wieder zurück. Beim Training am Donnerstag hatte Klaus Niedzwiedz im Knick vor der Mulsanne einen Reifenschaden. Niedzwiedz konnte den Wagen bei über 300 km/h aber abfangen und einen Unfall vermeiden. Da die Ursache für den Defekt von Technikern von Michelin in der Kürze der Zeit nicht ermittelt werden konnte, verzichtete Sauber aus Sicherheitsgründen auf den Start.
Die XJR9-Jaguar waren modifiziert worden und verfügten nunmehr über 17-Zoll-Räder, die den Wagen einen besseren Abtrieb gaben. Bei Porsche gab es Verbesserungen an der Aerodynamik der 962 und das neue Motronic-MP1-Motor-Management-System.
Aus der ersten Runde kam Hans-Joachim Stuck als Führender zurück zu Start und Ziel, wurde aber in der sechsten Runde von Jan Lammers von der Spitze verdrängt. Damit begann ein Duell dieser beiden Wagen und deren sechs Fahrer, das bis zur vorletzten Runde dauern sollte und mit ständigem Höchsttempo ausgefahren wurde. In der 19. Runde übernahm für eine Runde – möglich gemacht durch Boxenstopps der führenden Wagen – der Andretti-Porsche-962 die Führung. In diesem Wagen saßen Mario Andretti, dessen Sohn Michael und sein Neffe John. Nach neun Stunden führte für 12 Runden der Wollek/van der Merwe/Schuppan-Porsche, schied aber bald danach mit Motorschaden aus.
Nach 16 Stunden Renndauer führte der Lammers/Dumfries/Wallace-Jaguar mit einem Vorsprung von zwei Runden auf den verfolgenden Porsche von Stuck, Klaus Ludwig und Derek Bell. An dritter Stelle lag der Jaguar von Martin Brundle und John Nielsen, der jedoch nach 306 Runden mit einem defekten Zylinder ausfiel. Bis zum Rennschluss machte die Porsche-Mannschaft Druck auf den Jaguar an der Spitze und konnte in den letzten drei Stunden eine ganze Runde aufholen.
Am Ende siegte jedoch das von Tom Walkinshaw dirigierte Jaguar-Team, da dieses über die lange Distanz beständig die schnelleren Runden fahren konnte als der Werks-Porsche.

## Ergebnisse

### Piloten nach Nationen
| 36 Franzosen     | 30 Briten  | 16 Japaner     | 11 Deutsche    | 11 Italiener |
| 11 US-Amerikaner | 6 Belgier  | 5 Schweizer    | 3 Australier   | 3 Dänen      |
| 3 Iren           | 3 Schweden | 3 Südafrikaner | 1 Brasilianer  | 1 Chilene    |
| 1 Grieche        | 1 Kanadier | 1 Marokkaner   | 1 Niederländer | 1 Norweger   |
| 1 Österreicher   | 1 Spanier  |                |                |              |

### Schlussklassement
| Pos.            | Klasse | Nr. | Team                          | Fahrer                                                  | Chassis        | Motor                              | Reifen | Runden |
| --------------- | ------ | --- | ----------------------------- | ------------------------------------------------------- | -------------- | ---------------------------------- | ------ | ------ |
| 1               | C1     | 2   | Silk Cut Jaguar               | Jan Lammers Johnny Dumfries Andy Wallace                | Jaguar XJR-9LM | Jaguar 7.0L V12                    | D      | 394    |
| 2               | C1     | 17  | Porsche AG                    | Hans-Joachim Stuck Klaus Ludwig Derek Bell              | Porsche 962C   | Porsche Type-935 3.0L Turbo Flat-6 | D      | 394    |
| 3               | C1     | 8   | Blaupunkt Joest Racing        | Frank Jelinski Louis Krages Stanley Dickens             | Porsche 962C   | Porsche Type-935 2.8L Turbo Flat-6 | G      | 385    |
| 4               | C1     | 22  | Silk Cut Jaguar               | Derek Daly Kevin Cogan Larry Perkins                    | Jaguar XJR-9LM | Jaguar 7.0L V12                    | D      | 383    |
| 5               | C1     | 7   | Blaupunkt Joest Racing        | David Hobbs Didier Theys Franz Konrad                   | Porsche 962C   | Porsche Type-935 2.8L Turbo Flat-6 | G      | 380    |
| 6               | C1     | 19  | Porsche AG                    | Mario Andretti Michael Andretti John Andretti           | Porsche 962C   | Porsche Type-935 3.0L Turbo Flat-6 | D      | 375    |
| 7               | C1     | 5   | Repsol Brun Motorsport        | Jesús Pareja Massimo Sigala Uwe Schäfer                 | Porsche 962C   | Porsche Type-935 3.0L Turbo Flat-6 | M      | 372    |
| 8               | C1     | 11  | Leyton House Kremer Racing    | Kris Nissen Harald Grohs George Fouché                  | Porsche 962C   | Porsche Type-935 3.0L Turbo Flat-6 | Y      | 371    |
| 9               | C1     | 10  | Kenwood Kremer Racing         | Kunimitsu Takahashi Hideki Okada Bruno Giacomelli       | Porsche 962CK6 | Porsche Type-935 2.8L Turbo Flat-6 | Y      | 370    |
| 10              | C1     | 33  | Takefuji Schuppan Racing Team | Brian Redman Eje Elgh Jean-Pierre Jarier                | Porsche 962C   | Porsche Type-935 3.0L Turbo Flat-6 | D      | 359    |
| 11              | C1     | 72  | Primagaz Competition          | Jürgen Lässig Pierre Yver Dudley Wood                   | Porsche 962C   | Porsche Type-935 2.8L Turbo Flat-6 | G      | 356    |
| 12              | C1     | 36  | Toyota Team Tom’s             | Geoff Lees Masanori Sekiya Kaoru Hoshino                | Toyota 88C     | Toyota 3S-GT 2.1L Turbo I4         | B      | 351    |
| 13              | C2     | 111 | Spice Engineering             | Ray Bellm Gordon Spice Pierre de Thoisy                 | Spice SE88C    | Cosworth DFL 3.3L V8               | G      | 351    |
| 14              | C1     | 32  | Nissan Motorsports            | Allan Grice Mike Wilds Win Percy                        | March R88C     | Nissan VRH30 3.0L Turbo V8         | B      | 344    |
| 15              | GTP    | 203 | Mazdaspeed Co. Ltd.           | Yōjirō Terada Dave Kennedy Pierre Dieudonné             | Mazda 757      | Mazda 13G 2.0L 3-Wankel            | D      | 337    |
| 16              | C1     | 21  | Silk Cut Jaguar               | Danny Sullivan Davy Jones Price Cobb                    | Jaguar XJR-9LM | Jaguar 7.0L V12                    | D      | 331    |
| 17              | GTP    | 201 | Mazdaspeed Co. Ltd.           | Yoshimi Katayama David Leslie Marc Duez                 | Mazda 767      | Mazda 13J 2.6L 4-Wankel            | D      | 330    |
| 18              | C2     | 115 | ADA Engineering               | Ian Harrower Jirō Yoneyama Hideo Fukuyama               | ADA 03         | Cosworth DFL 3.3L V8               | G      | 318    |
| 19              | GTP    | 202 | Mazdaspeed Co. Ltd.           | Takashi Yorino Hervé Regout Will Hoy                    | Mazda 767      | Mazda 13J 2.6L 4-Wankel            | D      | 305    |
| 20              | C2     | 123 | Charles Ivey Racing           | Tim Harvey Chris Hodgetts John Sheldon                  | Tiga GC287     | Porsche Type-935 2.8L Turbo Flat-6 | D      | 301    |
| 21              | C2     | 124 | MT Sport Racing               | Jean Messaoudi Pierre-François Rousselot Jean-Luc Roy   | Argo JM19C     | Cosworth DFL 3.3L V8               | A      | 300    |
| 22              | C2     | 177 | Automobiles Louis Descartes   | Jacques Heuclin Louis Descartes Dominique Lacaud        | ALD 04         | BMW M80 3.5L I6                    | A      | 294    |
| 23              | C2     | 198 | Roy Baker Racing              | Mike Allison David Andrews Steve Hynes                  | Tiga GC286     | Cosworth DFL 3.3L V8               | D      | 294    |
| 24              | C1     | 37  | Toyota Team Tom’s             | Paolo Barilla Hitoshi Ogawa Tiff Needell                | Toyota 88C     | Toyota 3S-GT 2.1L Turbo I4         | B      | 283    |
| 25              | C2     | 117 | Team Lucky Strike Schanche    | Martin Schanche Robin Smith Robin Donovan               | Argo JM19      | Cosworth DFL 3.3L V8               | G      | 278    |
| Nicht klassiert |        |     |                               |                                                         |                |                                    |        |        |
| 26              | C2     | 113 | Primagaz Competition          | Max Cohen-Olivar Patrick de Radiguès                    | Cougar C12     | Cosworth DFL 3.3L V8               |        | 273    |
| 27              | C2     | 151 | Pierre-Alain Lombardi         | Pierre-Alain Lombardi Bruno Sotty                       | Rondeau M379   | Cosworth DFL 3.0L V8               | A      | 271    |
| Ausgefallen     |        |     |                               |                                                         |                |                                    |        |        |
| 28              | C1     | 1   | Silk Cut Jaguar               | Martin Brundle John Nielsen                             | Jaguar XJR-9LM | Jaguar 7.0L V12                    | D      | 306    |
| 29              | C1     | 23  | Nissan Motorsports            | Kazuyoshi Hoshino Takao Wada Aguri Suzuki               | March R88C     | Nissan VRH30 3.0L Turbo V8         | B      | 286    |
| 30              | C2     | 103 | Spice Engineering             | Almo Coppelli Thorkild Thyrring Eliseo Salazar          | Spice SE88C    | Cosworth DFL 3.3L V8               | G      | 281    |
| 31              | C2     | 131 | Graff Racing                  | Jean-Philippe Grand Jacques Terrien Maurice Guenoun     | Spice SE86C    | Cosworth DFL 3.3L V8               |        | 263    |
| 32              | C1     | 24  | Dollop Racing                 | Nicola Marozzo Jean-Pierre Frey Ranieri Randaccio       | Lancia LC2     | Ferrari 308C 3.0L Turbo V8         | D      | 255    |
| 33              | C2     | 127 | Chamberlain Engineering       | Nick Adams Martin Birrane Richard Jones                 | Spice SE86C    | Hart 418T 1.8L Turbo I4            | A      | 223    |
| 34              | C1     | 18  | Porsche AG                    | Bob Wollek Sarel van der Merwe Vern Schuppan            | Porsche 962C   | Porsche Type-935 3.0L Turbo Flat-6 | D      | 192    |
| 35              | C1     | 42  | Noël del Bello Racing         | Bernard Santal Noël del Bello Bernard de Dryver         | Sauber C8      | Mercedes-Benz M117 5.0L Turbo V8   | G      | 157    |
| 36              | C2     | 121 | Cosmik GP Motorsport          | Costas Los Wayne Taylor Evan Clements                   | Spice SE87C    | Cosworth DFL 3.3L V8               | G      | 145    |
| 37              | C2     | 191 | PC Automotive                 | Olindo Iacobelli Alain Iannetta John Graham             | Argo J9C       | Cosworth DFL 3.3L V8               | G      | 130    |
| 38              | C1     | 3   | Silk Cut Jaguar               | John Watson Raul Boesel Henri Pescarolo                 | Jaguar XJR-9LM | Jaguar 7.0L V12                    | D      | 129    |
| 39              | C1     | 13  | Primagaz Competition          | Pierre-Henri Raphanel Michel Ferté                      | Cougar C20B    | Porsche Type-935 3.0L Turbo Flat-6 | M      | 120    |
| 40              | C2     | 178 | Automobiles Louis Descartes   | Sylvain Boulay Gérard Tremblay Michel Lateste           | ALD 04         | BMW M80 3.5L I6                    | A      | 103    |
| 41              | C1     | 4   | Camel Brun Motorsport         | Manuel Reuter Walter Lechner Franz Hunkeler             | Porsche 962C   | Porsche Type-935 3.0L Turbo Flat-6 | M      | 91     |
| 42              | C1     | 85  | Italya Sport                  | Michel Trollé Toshio Suzuki Danny Ongais                | March 88S      | Nissan VG30ET 3.2L Turbo V6        | Y      | 74     |
| 43              | C1     | 86  | Italya Sport                  | Lamberto Leoni Akio Morimoto Anders Olofsson            | March 88S      | Nissan VG30ET 3.2L Turbo V6        | Y      | 69     |
| 44              | C1     | 30  | Courage Compétition           | Paul Belmondo François Migault Ukyo Katayama            | Cougar C22     | Porsche Type-935 2.8L Turbo Flat-6 | M      | 66     |
| 45              | C1     | 51  | WM Secateva                   | Roger Dorchy Claude Haldi Jean-Daniel Raulet            | WM P88         | Peugeot ZNS4 2.8L Turbo V6         | M      | 59     |
| 46              | C2     | 132 | Roland Bassaler               | Jean-François Yvon Roland Bassaler Rémy Pochauvin       | Sauber SHS C6  | BMW M80 3.5L I6                    | A      | 53     |
| 47              | C1     | 52  | WM Secateva                   | Pascal Pessiot Jean-Daniel Raulet                       | WM P87         | Peugeot ZNS4 3.0L Turbo V6         | M      | 22     |
| 48              | C2     | 107 | Chamberlain Engineering       | Claude Ballot-Léna Jean-Louis Ricci Jean-Claude Andruet | Spice SE88C    | Cosworth DFL 3.3L V8               | A      | 17     |
| 49              | C1     | 20  | Team Davey                    | Tim Lee-Davey Tom Dodd-Noble                            | Tiga GC88      | Cosworth DFL 3.3L Turbo V8         | D      | 5      |
| Nicht gestartet |        |     |                               |                                                         |                |                                    |        |        |
| 50              | C2     | 181 | Luigi Taverna Technoracing    | Luigi Taverna Fabio Magnani Roberto Ragazzi             | Olmas GLT-200  | Cosworth DFL 3.3L V8               | A      | 1      |
| 51              | C1     | 61  | Team Sauber Mercedes          | Mauro Baldi James Weaver Jochen Mass                    | Sauber C9      | Mercedes-Benz M117 5.0L Turbo V8   | M      | 2      |
| 52              | C1     | 62  | Team Sauber Mercedes          | Klaus Niedzwiedz Kenny Acheson                          | Sauber C9      | Mercedes-Benz M117 5.0L Turbo V8   | M      | 3      |

1 Unfall im Training
2 zurückgezogen
3 zurückgezogen

### Nur in der Meldeliste
Hier finden sich Teams, Fahrer und Fahrzeuge die ursprünglich für das Rennen gemeldet waren, aber aus den unterschiedlichsten Gründen daran nicht teilnahmen.
| Pos. | Klasse      | Nr. | Team                         | Fahrer                                                | Chassis                      | Motor                              | Reifen |
| ---- | ----------- | --- | ---------------------------- | ----------------------------------------------------- | ---------------------------- | ---------------------------------- | ------ |
| 53   | C1          | 14  | Richard Lloyd Racing         |                                                       | Porsche 962C GTi             | Porsche Type-935 2.6L Turbo Flat-6 |        |
| 54   | C1          | 15  | Richard Lloyd Racing         |                                                       | Porsche 962C GTi             | Porsche Type-935 2.6L Turbo Flat-6 |        |
| 55   | C1          | 35  | Walter Lechner Racing School | Walter Lechner Ernst Franzmaier                       | Porsche 962C                 | Porsche Type-935 2.6L Turbo Flat-6 |        |
| 56   | C1          | 40  | Swiss Team Salamin           | Antoine Salamin Enzo Calderari Max Cohen-Olivar       | Porsche 962C                 | Porsche Type-935 2.6L Turbo Flat-6 |        |
| 57   | C1          | 73  | Primagaz Compétition         | Pierre-Henri Raphanel Roberto Ravaglia                | Cougar C20                   | Porsche Type-935 2.6L Turbo Flat-6 |        |
| 58   | C1          | 74  | Primagaz Compétition         | Hervé Regout Thierry Lecerf                           | Cougar C20                   | Porsche Type-935 2.6L Turbo Flat-6 |        |
| 59   | C2          | 101 | Dollop Racing                | Jean-Pierre Frey Nicola Marozzo                       | Argo JM19B                   | Motori Moderni 2.0L V6             |        |
| 60   | C2          | 106 | Kelmar Racing                | Pasquale Barberio Vito Veninata Ranieri Randaccio     | Tiga GC288                   | Cosworth DFL 3.0L V8               |        |
| 61   | C2          | 114 | José Thibault                | José Thibault „Berdal“                                | TJ 01                        | ROC Talbot Tagora                  |        |
| 62   | C2          | 134 | American Alloy Engines       | Slim Borgudd                                          | Tiga GC286                   | Cosworth GA 3.4L V6                |        |
| 63   | C2          | 140 | Dune Motorsport              | Duncan Bain John Sheldon Massimo Sigala Pierre Pagani | Tiga GC287                   | Cosworth DFL 3.0L V8               |        |
| 64   | C2          | 171 | Jiro Motorracing             | Jiro Yoneyama Hideo Fukuyama                          | JTK 63C                      | Cosworth DFL 3.3L V8               | D      |
| 65   | GTX         | 204 | Road Circuit Technology      | Les Delano Andy Petery                                | Lincoln Mercury Merkur XR4Ti | Ford V8                            |        |
| 66   | IMSA Lights | 205 | Fabcar                       |                                                       | Fabcar CL                    | Porsche 901 3.0L V6                |        |
| 67   | IMSA Lights | 206 | Fabcar                       |                                                       | Fabcar CL                    | Porsche 901 3.0L V6                |        |

### Klassensieger
| Klasse    | Fahrer        | Fahrer          | Fahrer           | Fahrzeug       | Platzierung im Gesamtklassement |
| --------- | ------------- | --------------- | ---------------- | -------------- | ------------------------------- |
| Gruppe C1 | Jan Lammers   | Johnny Dumfries | Andy Wallace     | Jaguar XJR9-LM | Gesamtsieg                      |
| Gruppe C2 | Ray Bellm     | Gordon Spice    | Pierre de Thoisy | Spice SE88C    | Rang 13                         |
| IMSA GTP  | Yōjirō Terada | Dave Kennedy    | Pierre Dieudonné | Mazda 757      | Rang 15                         |

### Renndaten
- Gemeldet: 67
- Gestartet: 49
- Gewertet: 25
- Rennklassen: 3
- Zuschauer: 260.000
- Ehrenstarter des Rennens: Mr. Yokose, Vorstandsvorsitzender der Sumitomo Group
- Wetter am Rennwochenende: heiß und sonnig
- Streckenlänge: 13,535 km
- Fahrzeit des Siegerteams: 24:03:28.260 Stunden
- Gesamtrunden des Siegerteams: 394
- Distanz des Siegerteams: 5332,970 km
- Siegerschnitt: 221,754 km/h
- Pole Position: Hans-Joachim Stuck – Porsche 962C (#17) – 3.15.640 = 250,164 km/h
- Schnellste Rennrunde: Hans-Joachim Stuck – Porsche 962C (#17) – 3.22.500 = 240,622 km/h
- Rennserie: 5. Lauf zur Sportwagen-Weltmeisterschaft 1988